# اعتماد (روزنامه)
اعتماد روزنامه‌ی خبری-تحلیلی ایرانی چاپ صبح است که از خرداد ۱۳۸۱ در تهران منتشر می‌شود. مدیر مسئول این روزنامه الیاس حضرتی و سردبیر آن بهروز بهزادی است. در رتبه‌بندی روزنامه‌های ایران بر پایه عملکردشان در بازۀ نیمه‌ دوم سال ۱۳۹۴ و توسط وزارت فرهنگ و ارشاد اسلامی، اعتماد توانست با ۶۷٫۵۴ امتیاز، رتبه یازدهم را به‌دست آورد. اعتماد روزنامه‌ای نزدیک به جناح اصلاح‌طلبان به شمار می‌رود. این روزنامه دارای صفحاتی مربوط به سیاست، دیپلماسی، هنر، ادبیات، اقتصاد، جامعه، اندیشه و ورزش است.

## توقیف و رفع توقیف اعتماد

### توقیف اول
این روزنامه ۱۰ اسفند ۱۳۸۸ به دستور هیئت نظارت بر مطبوعات به صورت موقت، توقیف شد. علت توقیف «تخلف از حدود مطبوعات» و تکرار و اصرار بر تخلفات قانونی اعلام شد. استناد هیئت نظارت بر مطبوعات به ماده شش  قانون مطبوعات بود که از نشر مطالب الحادی، اشاعه فحشا، تبلیغ اسراف تا ایجاد اختلاف بین قشرهای جامعه، اهانت به دین اسلام و پخش شایعات را در برمی‌گیرد. روزنامه اعتماد چند ماه پیش از توقیف، از سوی معاون مطبوعاتی وزارت فرهنگ و ارشاد اسلامی دولت دهم هشت بار تذکر گرفته‌ بود.
علی مطهری، نماینده دورهٔ هشتم مجلس شورای اسلامی حدود یک ماه بعد از بسته شدن روزنامه اعتماد، در رابطه با توقیف آن به محمد حسینی، وزیر فرهنگ و ارشاد اسلامی دولت دهم تذکر کتبی داد. روزنامه اعتماد در دهم اسفند ۱۳۸۸ دو مطلب دربارهٔ فیلم حادثه حمله به کوی دانشگاه تهران منتشر کرده بود که چندی پیش از شبکه تلویزیونی بی‌بی‌سی فارسی پخش شده بود. این روزنامه در صفحه اول گزارشی را با عنوان «پیشنهاد نمایش فیلم کوی دانشگاه در کمیته حقیقت یاب مجلس» چاپ کرده بود که نظرات نمایندگان مجلس در آن ثبت شده بود.

### رفع توقیف و انتشار دوباره
الیاس حضرتی در پاییز سال ۱۳۸۹ خبر داد که این روزنامه رفع توقیف شده و قرار است دوباره منتشر شود. وی در گفتگویی با روزنامه مردم سالاری، گفت که روزنامه اعتماد قبل از شروع سال ۱۳۹۰ مجدداً چاپ خواهد شد. گُفتنی است عده زیادی از خبرنگاران اعتماد پس از توقیف این روزنامه در مراجعه به بیمه متوجه شده‌اند که حق بیمه آن‌ها پرداخت نشده‌است.
روزنامه اعتماد از شنبه ۲۸ خرداد ۱۳۹۰ با صاحب امتیازی و مدیرمسئولی الیاس حضرتی و سردبیری بهروز بهزادی با شعار «بازگشت اعتماد به جامعه»، به روی پیشخوان دکه‌های مطبوعاتی آمد. این در حالی بود که وبگاه این روزنامه علی‌رغم رفع توقیف و انتشار نسخه کاغذی آن همچنان مسدود بود.

### توقیف مجدد
دادستان تهران در روز یکشنبه ۲۹ آبان ۱۳۹۰ با ارسال نامه‌ای به وزارت ارشاد این روزنامه را به اتهام نشر اکاذیب و توهین به مقامات دولتی به مدت دو ماه توقیف کرد. این در حالی بود که بنا به گفتهٔ مسئولان، این روزنامه همیشه در چاپ مطالب خود احتیاط کامل داشته و حساسیت‌ها را رعایت می‌کرد. حضرتی دربارهٔ علت توقیف مجدد روزنامه اعتماد گفت:«متن توقیف روزنامه را فرستاده‌اند ولی هنوز به دست ما نرسیده‌است. شفاهی گفتند روزنامه به علت «نشر اکاذیب» توقیف شده‌است. به مورد خاصی اشاره نکردند اما فکر می‌کنم به دلیل مصاحبه با آقای علی‌اکبر جوان فکر و شاید به علت تیتر پنج‌شنبه روزنامه دربارهٔ آقای موسوی و آقای کروبی روزنامه توقیف شده باشد.»
گزارشگران بدون مرز نیز توقیف روزنامه اعتماد و بازداشت کارکنان روزنامه ایران را محکوم کردند.

## تذکر
در مرداد ۱۳۹۹، وزارت ارشاد جمهوری اسلامی با ارسال نامه‌ای به روزنامه اعتماد، در رابطه با مصاحبه این رسانه با عمادالدین باقی، دربارهٔ انتشار دیدگاه وی دربارهٔ «حق براندازی» تذکر داد. این مصاحبه ۱۹ تیر ماه ۱۳۹۹ منتشر شد و عمادالدین باقی گفت بحث «حق براندازی» به این معناست که اگر حکومت برخلاف پیمانش با مردم عمل کرد، آیا مردم حق شورش دارند یا ندارند. وی اظهار کرد حسینعلی منتظری در کتاب «دراسات فی ولایت الفقیه» می‌گوید مردم از این حق برخوردارند: «چرا؟ چون اساس نظریه ایشان این است که حکومت دینی چه شکل آن ولایت فقیه باشد یا هر شکلی دیگر و فراتر از آن، هر حکومتی، اساساً قراردادی است؛ یعنی هیچ حکومتی، ودیعه الهی و آسمانی نیست و حق و امتیاز ویژه‌ای برای کسی ایجاد نمی‌کند، بلکه قراردادی است بین مردم با خود که بر اساس آن، اختیاراتشان را به عده‌ای می‌دهند در مورد تنظیم و تنسیق امور.». باقی در این مصاحبه گفت اگر حاکمی و حکومتی خلاف پیمان عمل کرد، مردم مجازند برخلاف پیمانی که بسته‌اند عمل کنند. وی گفته‌است: «اگر آن حاکم چون قدرت دارد، دست به مقابله بزند، از آنجا که این قدرتی که در اختیار دارد، عاریه ای است و در اصل از آن مردم است و حق ندارد از این قدرت علیه مردمی که صاحب آن هستند استفاده کند و مردم حق دارند دست به شورش بزنند و قدرت را از آن بگیرند.». در همان ماه، بهروز بهزادی، جانشین مدیر مسئول و رئیس شورای سیاست‌گذاری روزنامه اعتماد، با انتشار توئیتی متن تذکر وزارت ارشاد را منتشر کرده‌است که می‌گوید در جلسه هیئت نظارت بر مطبوعات، محتوای این مصاحبه که به نوعی «تلاش برای ترویج حق براندازی» بود، مشمول تذکر تشخیص داده شد.

## همکاری‌ها
الیاس حضرتی دوشنبه ۲۷ دی ۱۳۸۹ در گفتگو با روزنامه مردم سالاری، در خصوص خبری که چند روز قبل از آن در برخی رسانه‌های اصلاح طلب در ایران مبنی بر همکاری محمد قوچانی، سردبیر روزنامه توقیف شده اعتماد ملی، منتشر شده بود این خبر را نه تأیید و نه تکذیب کرد و افزود: «از اعلام جزئیات این همکاری خودداری می‌کنم چون شاید مجدداً برای ما مشکلی به‌وجود آورد».
ابراهیم رها مدت‌ها در اعتماد ستون طنز می‌نوشت که در سال ۱۳۹۰ به نوشتن طنز مطبوعاتی خاتمه داد. علی عالی از ۲۸ خرداد ۱۳۹۰ تا تابستان ۱۳۹۷ دبیر سرویس ورزشی روزنامه اعتماد بود و در حال حاضر مدیر مسئول ایران ورزشی است. پوریا عالمی نیز از ۲ سال پیش تا به حال در صفحه آخر روزنامه اعتماد ستون طنز کاناپه را می‌نویسد. در تیر و مرداد ۱۳۹۱ با فشارهایی که هیئت نظارت بر مطبوعات به روزنامه آوردند این ستون به حالت نیمه تعطیل درآمد و هر روز تابلوی راهنمایی و رانندگی کارگران مشغول کار هستند و با توضیح «کاناپه در دست تعمیر است» منتشر شد. از اواسط مرداد ستون طنز کاناپه دوباره راه افتاده و به صورت روزانه در آن طنز سیاسی منتشر می‌شود.

## شکایت پزشک قانونی
در مهرماه سال ۱۳۹۲ روزنامه اعتماد دربارهٔ مرگ دختر دانشجوی دانشگاه علوم پزشکی همدان، اظهار کرد که احتمال خودکشی با نظر کارشناس پزشکی قانونی مبنی بر ضربه مغزی پیش از حلق آویز شدن از بین رفته و دیگر احتمال چنین فرضیه‌ای وجود ندارد، اما «هنوز ردپایی از عامل یا عاملان جنایت» پیدا نشده‌است. بعد از این خبر رسانی سرپرست دانشگاه علوم پزشکی همدان گفت: دانشگاه علوم پزشکی همدان به دلیل نشر اکاذیب و تشویش اذهان عمومی از روزنامه اعتماد شکایت کرد.
پس از آن در ۱۰ اسفند ۹۳ دادگاه رسیدگی به این پرونده در شعبه ۷۶ دادگاه کیفری استان تهران به ریاست قاضی سیامک مدیرخراسانی و با حضور اعضای هیئت منصفه مطبوعات برگزار شد و در نهایت هیئت منصفه مطبوعات، متهم را مجرم شناخت و مستحق تخفیف در مجازات ندانست.